# Matteo 5

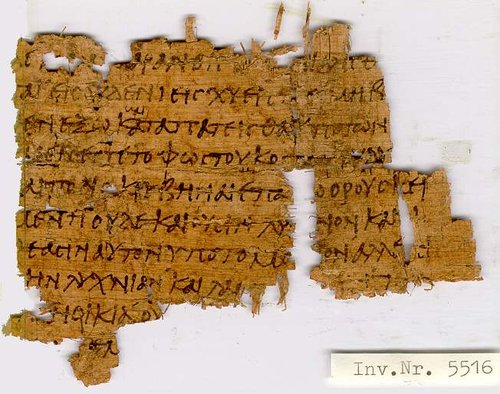
Matteo 5,13–16 sul Papiro 86 (IV secolo)

Matteo 5 è il quinto capitolo del vangelo secondo Matteo del Nuovo Testamento. Esso contiene la prima parte del discorso della montagna che comprende anche i capitoli 6 e 7. Parti di questo discorso sono simili al discorso della pianura in Luca 6, ma gran parte del materiale è esclusivo del vangelo di Matteo. È uno dei capitoli più discussi ed analizzati di tutto il Nuovo Testamento. Warren Kissinger ha riportato come tra i primi cristiani questo capitolo fu certamente il più citato dagli studiosi, come del resto la stessa cosa si può dire per gli studiosi moderni.
Nel medioevo iniziò a farsi strada l'interpretazione secondo la quale la narrazione presente nel capitolo si rivolgesse unicamente ad un pubblico ristretto, e non a tutta la popolazione in generale. Il riformatore Martin Lutero, in una discussione su questo capitolo, fu particolarmente critico nei confronti della visione che ne aveva la chiesa di Roma. Egli scrisse che "sono caduti su questo [quinto] capitolo quei maiali e quegli asini, quei giuristi e quei sofisti, la mano destra del papa ed i suoi mamelucchi."
Nell'analisi di John Wesley sul discorso della montagna, il capitolo 5 riporta nella visione dello studioso "la summa di tutta la vera religione", permettendo al capitolo 6 di esporre nel dettaglio "le regole per una giusta intenzione per preservare tutte le nostre azioni senza mischiarle a desideri terreni o a cure ansiose per ogni necessità della vita"; il capitolo 7 da invece disposizioni sulle "precauzioni contro i principali ostacoli alla religione".
Le fonti di Matteo 5 sono incerte. Il capitolo contiene solo alcuni parallelismi col vangelo di Marco, ed ancor meno con il discorso della pianura di Luca. Per quanti credono nella ipotesi delle due fonti, questo passo indica chiaramente che gran parte del testo potrebbe provenire dalla fonte Q. Ad ogni modo, Harvey King McArthur ha notato che questi parallelismi con Luca sono veramente minimi, con molte aree mancanti. McArthur per questo ha teorizzato che vi fosse originariamente un passaggio di fonti ulteriore tra la fonte di Matteo e quella di Luca.

## Testo
Il testo originale era scritto in greco antico. Il capitolo è diviso in 48 versetti.

### Testimonianze scritte
Tra le principali testimonianze documentali di questo capitolo vi sono:
- Papiro 64 (papiro Magdalen) (c. 50–70 - II secolo)
- Codex Vaticanus (325–350)
- Codex Sinaiticus (330–360)
- Papiro 86 (IV secolo; versetti 13–16, 22–25)
- Codex Bezae (c. 400)
- Codex Washingtonianus (c. 400)
- Codex Alexandrinus (c. 400–440)
- Codex Ephraemi Rescriptus (c. 450; versetti 1–14)

## Struttura
Il capitolo è solitamente diviso come segue:
- Matteo 5,1–12 – Le Beatitudini
- Matteo 5,13–16 - I credenti sono sale e luce
- Matteo 5,17–20 - Cristo afferma la legge
- Matteo 5,21–26 – L'assassinio incomincia nel cuore
- Matteo 5,27–30 - L'adulterio incomincia nel cuore
- Matteo 5,31–32 - Il matrimonio è sacro e inviolabile
- Matteo 5,33–37 - Gesù proibisce il giuramento
- Matteo 5,38–42 - Andate al secondo miglio
- Matteo 5,43–48 - Amate i vostri nemici

## Le Beatitudini

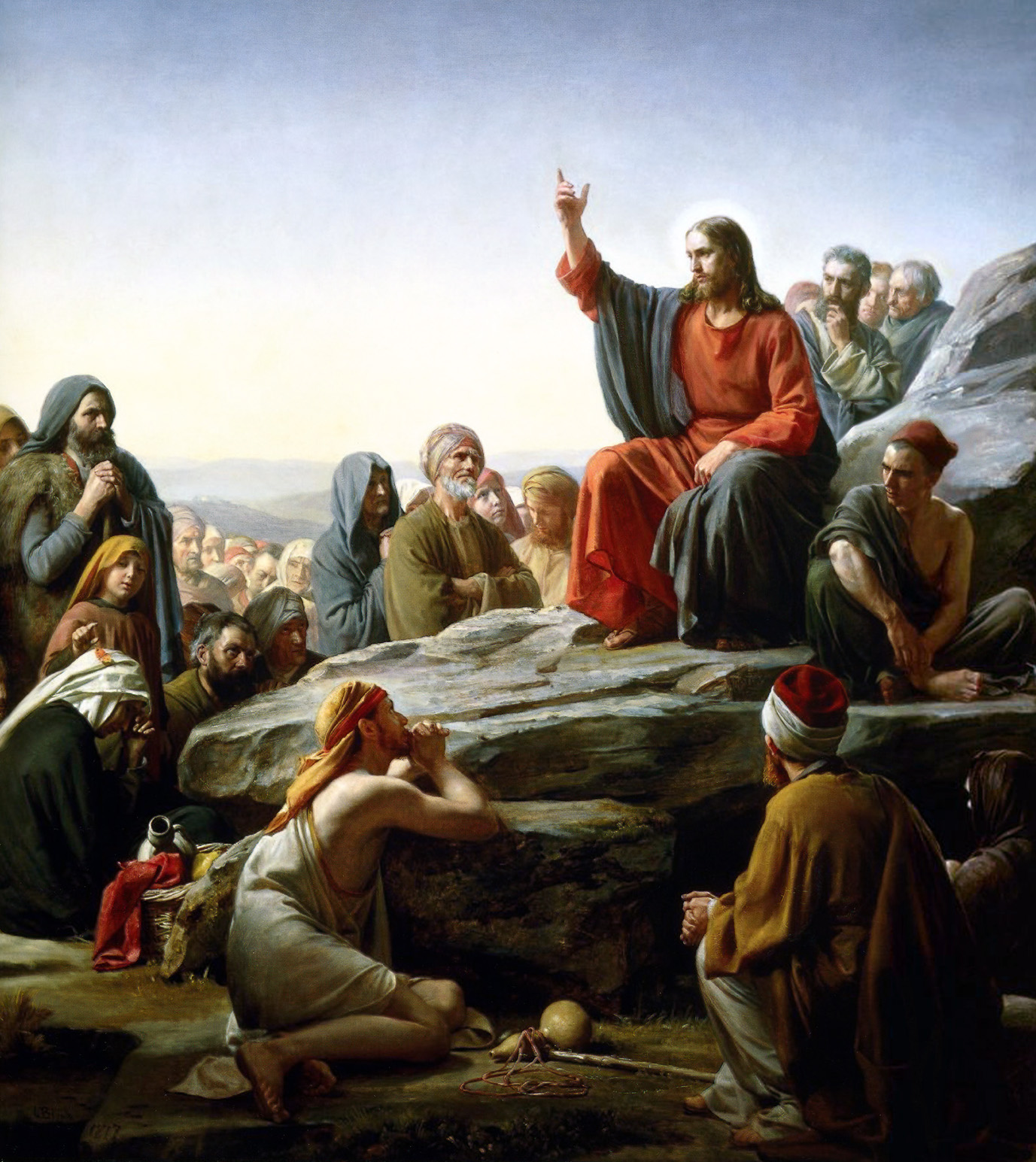
Il discorso della montagna, Carl Heinrich Bloch.

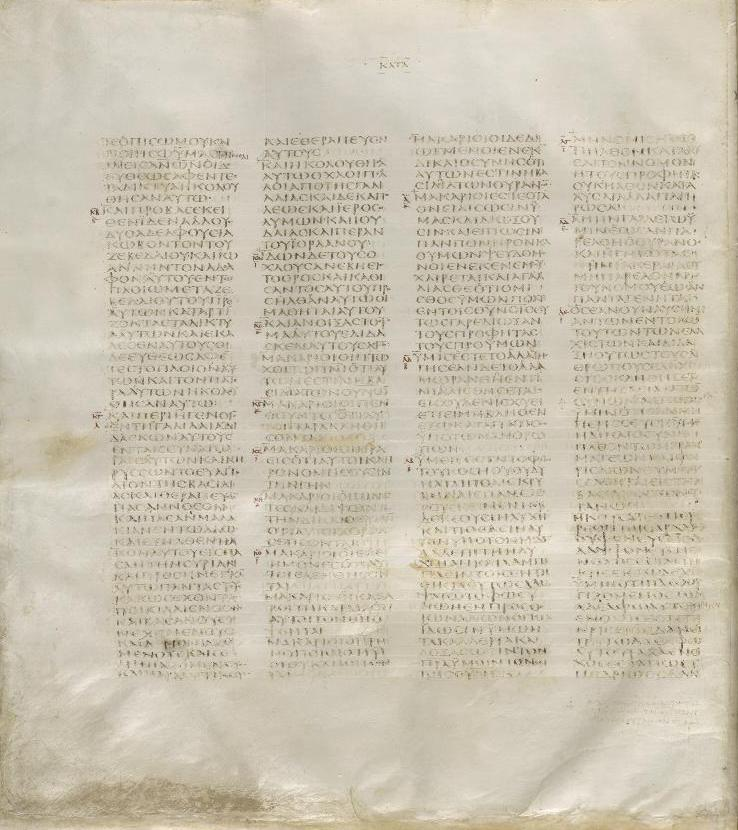
Codex Sinaiticus (c. 330–360), Matteo 4,19–5,22

Dopo una breve introduzione (versetti 1–2) il capitolo contiene una sezione nota come Beatitudini che include alcuni dei più famosi insegnamenti di Gesù. Il teologo Robert H. Gundry ha suggerito che le Beatitudini possano dividersi in due quartetti. Il primo gruppo è relativo alla persecuzione dei discepoli di Gesù ed alla ricompensa nei cieli per i loro patimenti fisici su questa terra. Il secondo gruppo di quattro è il comportamento corretto che può portare a tale persecuzione. Gran parte degli studiosi percepiscono la nona beatitudine in Matteo 5,11 come separata dalle altre otto, come dimostrerebbe l'uso della seconda persona nella narrazione. Quattro delle Beatitudini si trovano anche in Luca, mentre le restanti sono reperibili unicamente in Matteo.
La traduzione attuale del passo avviene tramite il vocabolo collettivo "beatitudini" che rimanda in qualche modo a qualcosa "benedetto da Dio", ma non necessariamente questa poteva essere l'accezione del testo originale in lingua greca antica. Tale traduzione deriva dalla vulgata latina che ha per l'appunto utilizzato la parola beatus per meglio avvicinarsi al significato greco di "felice, gioioso". Dopo le Beatitudini seguono una serie di metafore che fanno loro da corollario, tra le quali spicca la parabola del sale della terra e della città sulla collina.

## Insegnamenti sulla legge

### Il ruolo e l'importanza della legge
- Versetto 17 – Gesù dice di non essere venuto per "abolire la legge" ma per "darle compimento".
- Versetto 18 – Gesù dichiara la legge valida sino a quando il "Cielo e la Terra non saranno finiti" e "che tutte le cose siano compiute".
- Versetto 19 – Mostra una diretta correlazione tra l'atto di aderire al codice biblico e la giustizia dell'individuo.
- Versetto 20 – Gesù identifica l'essere giusto come una condizione per l'inclusione nel regno dei Cieli.

L'argomento della legge è uno dei più dibattuti nel rapporto tra Gesù (e quindi il Vangelo e tutti i suoi insegnamenti contenuti nel Nuovo Testamento) e quelli attribuiti a Mosè nel Vecchio Testamento, ovvero nella relazione tra la Bibbia ed il Vangelo.
La ragione di queste discussioni si è originata dall'interpretazione dell'espressione "dare compimento" (πληρῶσαι; plerosai), la cui interpretazione corrente si rifà alla traduzione di Marcione di Sinope.

### Antitesi
Il discorso si sposta quindi su una discussione strutturata ("Già avete sentito…  Ma io vi dico") sulla "Legge e i Profeti" detta anche la Vecchia Alleanza. Questa parte del capitolo (Matteo 5,17 - Matteo 5,48) è tradizionalmente indicata come "antitesi" o "sei antitesi".
Gundry ha discusso su questo titolo: "Tradizionalmente le chiamiamo "le antitesi", ma in realtà così facendo sembra che si voglia riaffermare la Legge [antica] e che Gesù la contraddica [con le sue parole]". Al contrario Gundry è convinto che Gesù voglia superare addirittura la Legge di Mosè per "raggiungere l'obbiettivo prefissato, e pertanto si debba non più chiamarle "le antitesi" ma piuttosto "gli obbiettivi".
Dopo l'introduzione (5,17–20), i versi successivi sono commenti ai sei specifici argomenti che Gesù discute sulla legge, a partire da due dei Dieci Comandamenti. Gesù sembra imporre su questi degli standard ancora più rigorosi. Le sei antitesi sono:
1. Non uccidere ai versetti 21, 22, 23, 24, 25, 26
2. Non commettere adulterio ai versetti 27, 28, 29, 30
3. Divorzio ai versetti 31 e 32
4. Giuramento ai versetti 33, 34, 35, 36, 37
5. Occhio per occhio ai versetti 38, 39, 40, 41, 42
6. Ama il prossimo tuo come te stesso ai versetti 43, 44, 45, 46, 47, 48

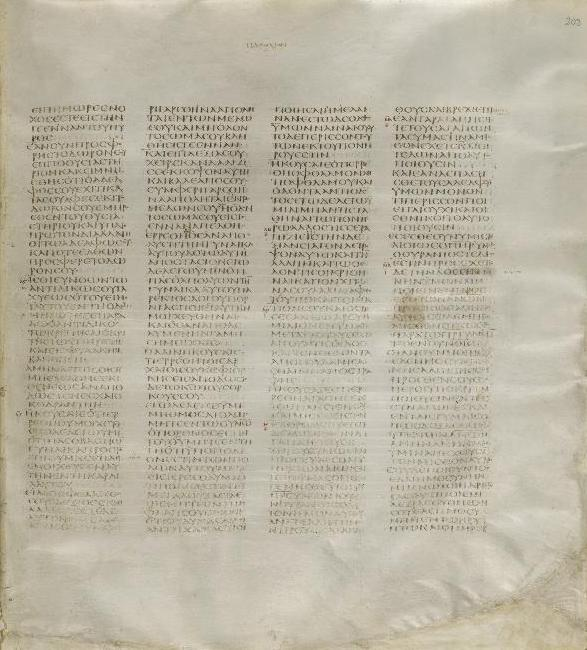
Codex Sinaiticus (c. 330–60), Matteo 5,22–6,4

Le "antitesi" di Gesù sono divise in sei punti, ciascuno aperto da un fraseggio ad effetto: "Avete sentito… ma io vi dico…"  Queste antitesi si ritrovano del resto solo in Matteo, il quale come si è già detto sapeva di rivolgersi col suo testo ad un pubblico di tradizione ebraica che ben conosceva la legge contenuta nella Torah, motivo per cui egli citerebbe la legge mosaica senza particolare retorica in quanto data per scontata al suo uditorio.
Nelle sei antitesi Gesù estende lo scopo dei Comandamenti andando alla radice dei problemi che evidenziano (evitare l'odio e la lussuria per prevenire omicidio e adulterio) o andando oltre i comandamenti biblici stessi come nel caso del divorzio o del giuramento. Harrington scriveva che Matteo presenta le sei antitesi come esempi dei principi che Gesù non era venuto ad abolire ma a completare, partendo dalla legge dei profeti.
(Matteo 5,17–20)

### Assassinio
La prima antitesi (versetti 21–22) si scaglia contro l'odio che è la radice dell'omicidio. I due punti connessi (23–24, 25–26) evidenziano il valore di riconciliarsi col nemico.
(Matteo 5,21–22)

### Adulterio
La seconda antitesi (versetti 27–28) si scaglia contro la lussuria che è la radice dell'adulterio. Il dire dell'occhio destro e della mano destra che causano scandalo (29–30) sono ulteriori fonti di peccato.
(Matteo 5,27–30)

### Divorzio
La terza antitesi (versetti 31–32) spiega la proibizione del divorzio per Gesù, il quale non vede di buon occhio la procedura delineata in Deuteronomio 24,1.
(Matteo 5,31-32)

### Giuramento
La quarta antitesi (versetti 33–37) si scaglia contro il giuramento dicendo di evitarlo per non incorrere nella possibilità di giurare il falso.
(Matteo 45,33-37)

### Occhio per occhio
La quinta antitesi è sulla non vendetta (versetti 38–39a) e chiede ai seguaci di Gesù di non cercare vendetta tramite la violenza. La violenza non solo è proibita, ma con essa è condannata anche la brutalità e la forza.
(Matteo 5,38–42)

### L'amore per il proprio nemico
L'ultima antitesi (versetti 43–48) definisce il concetto di "prossimo". Qui Gesù specifica che è necessario amare persino i propri nemici al posto di restringere l'amore solo a coloro che ci portano beneficio o che già ci amano.
(Matteo 5,43–47)

### La perfezione
Il capitolo si conclude con una esortazione alla perfezione, il τέλειος (teleios), nel significato di "piena crescita" o "piena maturità" che il cristiano deve raggiungere.

## Versetti
- Matteo 5,1
- Matteo 5,2
- Matteo 5,3
- Matteo 5,4
- Matteo 5,5
- Matteo 5,6
- Matteo 5,7
- Matteo 5,8
- Matteo 5,9
- Matteo 5,10
- Matteo 5,11
- Matteo 5,12
- Matteo 5,13
- Matteo 5,14
- Matteo 5,15
- Matteo 5,16

- Matteo 5,17
- Matteo 5,18
- Matteo 5,19
- Matteo 5,20
- Matteo 5,21
- Matteo 5,22
- Matteo 5,23
- Matteo 5,24
- Matteo 5,25
- Matteo 5,26
- Matteo 5,27
- Matteo 5,28
- Matteo 5,29
- Matteo 5,30
- Matteo 5,31
- Matteo 5,32

- Matteo 5,33
- Matteo 5,34
- Matteo 5,35
- Matteo 5,36
- Matteo 5,37
- Matteo 5,38
- Matteo 5,39
- Matteo 5,40
- Matteo 5,41
- Matteo 5,42
- Matteo 5,43
- Matteo 5,44
- Matteo 5,45
- Matteo 5,46
- Matteo 5,47
- Matteo 5,48